# Sangrey (Montana)
Sangrey es un lugar designado por el censo ubicado en el condado de Hill en el estado estadounidense de Montana. En el Censo de 2010 tenía una población de 306 habitantes y una densidad poblacional de 18,64 personas por km².

## Geografía
Sangrey se encuentra ubicado en las coordenadas 48°16′54″N 109°49′0″O / 48.28167, -109.81667. Según la Oficina del Censo de los Estados Unidos, Sangrey tiene una superficie total de 16.42 km², de la cual 16.42 km² corresponden a tierra firme y (0%) 0 km² es agua.

## Demografía
Según el censo de 2010, había 306 personas residiendo en Sangrey. La densidad de población era de 18,64 hab./km². De los 306 habitantes, Sangrey estaba compuesto por el 1.63% blancos, el 0% eran afroamericanos, el 97.71% eran amerindios, el 0% eran asiáticos, el 0% eran isleños del Pacífico, el 0% eran de otras razas y el 0.65% pertenecían a dos o más razas. Del total de la población el 3.59% eran hispanos o latinos de cualquier raza.